# Вадова, Софья Петровна
Вадова София Петровна (1889—1947) — русская советская актриса, Заслуженная артистка РСФСР (1937).

## Биография
Вадова родилась в Омске 20 августа 1890 года в семье Бржезовских: Петра Карловича и Марфы Антоновны. Пётр Карлович Бржезовский служил делопроизводителем военно-окружного совета Омского военного округа, имел чин подполковника. Софья Бржезовская научила принимать участие в спектаклях при женской гимназии, где она училась.
Театрального образования не имела.
В 1905 году в Омске открылся драматический театр, и по окончании гимназии она была принята антрепренёром Е. М. Долиным в труппу театра.
В 1908—1934 годах работала в театрах Омска, Нижнего Новгорода, Богородска, Вильнюса, Москвы (театр сада «Эрмитаж»), Поволжья (плавучая агитбригада на пароходе «Красная звезда 1921—1922»), Саранска, Казани, Краснодара, Челябинска, Астрахани.
После нескольких лет работы в разных городах приехала в Москву. Здесь её ждала работа на сцене театра, уроки К. С. Станиславского, дружба с А. А. Яблочкиной, В. Н. Пашенной, О. Л. Книппер-Чеховой, семьей Качаловых.

## Память
С 1934 года Челябинский театр драмы стал её постоянным местом работы.
К 25-летию сценической деятельности актрисе первой среди челябинских актёров было присвоено звание заслуженной артистки РСФСР.
В память об актрисе 29 ноября 1993 на доме, в котором она жила, по улице Кирова, 110, была установлена мемориальная доска, скульптора И. В. Бесчастнова (01.12.1925-06.01.1996) 

## Смерть
София Петровна была похоронена на Успенском кладбище. Могила её была подвержена акту вандализма. Теперь требуется спонсор, который смог бы выделить средства на новое надгробие.